# Der Uhrmacher von St. Paul
Der Uhrmacher von St. Paul ist ein französisches Kriminal-Drama von Bertrand Tavernier aus dem Jahr 1974 nach dem Roman L’Horloger d’Everton von Georges Simenon. Der Film kam am 16. Januar 1974 in die französischen Kinos. In Deutschland lief der Film im Juni 1974 auf der Berlinale und wurde erstmals am 7. April 1975 im Fernsehen gezeigt. Der Film hat kaum Handlung und ist eher die psychologische Studie eines Vaters, der über Nacht mit der Tatsache konfrontiert wird, dass sein Sohn als Mörder gesucht wird. Es ist die erste Regiearbeit des Juristen und Filmkritikers Bertrand Tavernier. Mit Hauptdarsteller Philippe Noiret realisierte er später noch mehrere Filme.

## Handlung
Der Uhrmacher Descombes lebt ruhig mit seinem Teenager-Sohn Bernard, den er allein erzieht, im Altstadt-Viertel um St. Paul in Lyon. Der besonnene Mann geht ganz in seinem Beruf auf und ist beliebt in seinem beruflichen und sozialen Umfeld. Mit seinen Freunden, die teilweise gewerkschaftlich-links und gesellschaftskritisch orientiert sind, trifft er sich regelmäßig zum gemeinsamen Essen, Trinken und Diskutieren. Er selbst gibt sich dabei eher zurückhaltend und unpolitisch. Eines Tages tauchen Polizisten auf und bringen ihn zu Inspektor Guilboud. Dieser eröffnet ihm, sein Sohn habe den Leiter des Werkschutzes in einer Fabrik erschossen. Er bittet ihn um Mithilfe, damit dieser sich stellt. Der Uhrmacher erfährt stückweise, dass sein Sohn eine Freundin namens Liliane hat, die angeblich von dem Werkschutzleiter der Fabrik, in der sie arbeitete, wegen Diebstahls erpresst wurde. Auch soll sie Bernard zu der Tat angestiftet haben. Er erkennt, wie wenig er von seinem Sohn weiß, und je mehr er erfährt, desto mehr Verständnis entwickelt er für dessen Tat.
Journalisten und Fotografen, die rücksichtslos aus Sensationsgier von ihm Erklärungen verlangen und sogar in seine Wohnung eindringen, bedrängen ihn, worauf er zunächst hilflos und gutgläubig, zunehmend jedoch kritisch reagiert. Als Unbekannte aus dem Umfeld des getöteten Wachschutzmannes die Scheiben seines Geschäfts mit Boule-Kugeln einwerfen, verfolgt er sie gemeinsam mit einem Freund und schlägt sie zusammen. Auch der Inspektor weicht ihm nicht von der Seite, verhält sich jedoch letztendlich fair und besonnen, hat Mitleid mit dem Vater und ist bemüht, ihm zu helfen. Schließlich entwickelt sich zwar keine Freundschaft, dennoch so etwas wie gegenseitiger Respekt zwischen den beiden Männern. Descombes stellt Nachforschungen an und erfährt, dass Madeleine Fourmet, eine ältere Frau, die sich um Bernard als Kind gekümmert hatte, seinen Sohn besser kennt als er selbst. Schließlich werden der Sohn und dessen Freundin im Norden Frankreichs verhaftet. Gemeinsam mit Guilboud fährt er mit dem Zug dorthin, sein Sohn will aber nicht mit ihm sprechen. Gemeinsam fliegen die Verhafteten, der Vater und die Polizisten in einem Flugzeug nach Lyon zurück; auch jetzt vermeidet der Sohn das Gespräch mit dem Vater, lässt aber Blickkontakt zu.
Descombes engagiert einen Rechtsanwalt, mit dem er jedoch nicht klarkommt: Dieser will für den Angeklagten mildernde Umstände erwirken und vor Gericht die Tat als emotionale Kurzschlusshandlung aus Eifersucht wegen sexueller Übergriffe des Getöteten auf die Freundin darstellen; auch der Inspektor rät zu einer derartigen Vorgehensweise. Das lehnt der Vater jedoch ab, weil sein Sohn aus gesellschaftlichen Gründen gehandelt habe und weil der Getötete „ein Schwein“ gewesen sei, nicht jedoch aus Eifersucht. Beide Angeklagte geben die Tat zu und werden zu hohen Gefängnisstrafen verurteilt (Bernard zu 20, Liliane zu 5 Jahren). Der Vater solidarisiert sich mit seinem Sohn, besucht ihn im Gefängnis und verspricht ihm, sich zusammen mit den Eltern seiner schwangeren Freundin um das Kind zu kümmern. Offen bleibt bis zum Schluss, was die genauen Motive für die Tat waren.

## Hintergrund
Nach zwei Kurzfilmen aus dem Jahr 1964 und der Arbeit als Regieassistent und Presseagent war Der Uhrmacher von St. Paul Taverniers erstes eigenes Filmprojekt. Die Romanvorlage Der Uhrmacher von Everton hatte ihn tief berührt, und er bat Georges Simenon um eine Filmoption, die dieser anfänglich verweigerte und erst erteilte, nachdem Tavernier den Roman in einem längeren Briefwechsel ausführlich analysiert hatte. Bei der Erstellung des Drehbuchs griff Tavernier auf zwei erfahrene Autoren zurück, die bereits seit einigen Jahren nicht mehr im Filmgeschäft waren: Pierre Bost und Jean Aurenche. Er versprach sich von ihnen einerseits besonderen Ehrgeiz, ungeachtet der nicht gesicherten Finanzierung, andererseits die für den Film notwendige Perspektive einer älteren Generation.
Tavernier nahm zahlreiche Anpassungen der Romanvorlage vor, so verlegte er die Handlung vom amerikanischen Everton in seine Heimatstadt Lyon und passte auch die Handlungszeit an die Gegenwart an. Die tiefgreifendste Änderung war die politische Dimension des Films, die Simenons Romanvorlage vollständig fehlt. Nach Taverniers Angaben beruhten 80 Prozent des fertigen Drehbuchs auf Simenons Roman. Lucille F. Becker sprach dagegen von 80 Prozent eigens für den Film entworfenen Szenen. Für sie war Der Uhrmacher von St. Paul ein gutes Beispiel, wie weit man sich bei einer erfolgreichen Verfilmung von Simenons Romanvorlage entfernen müsse. Unter anderem baute Tavernier die Figur eines Polizeikommissars zu einer zweiten Hauptrolle und zum Gegenpart des Uhrmachers aus. Auch das Mordopfer, im Roman ein kaum näher ausgeführter Autofahrer, der zum Zufallsopfer wird, wandelte sich zu einem brutalen Werkschutzleiter.
Mit dem Drehbuch gelang es Tavernier, Philippe Noiret für die Titelrolle zu gewinnen. Die Finanzierung des Films erwies sich jedoch als mühevoll und langwierig. Der Regiedebütant musste zahlreiche Absagen hinnehmen, ehe er Raymond Danon als Produzenten gewinnen konnte. Kurz vor Drehbeginn stieg François Périer, der für die zweite Hauptrolle vorgesehen war, zugunsten eines Filmprojekts seines Sohnes aus, und Tavernier musste die Rolle kurzfristig mit Jean Rochefort umbesetzen. Für die Kamera verpflichtete er Pierre-William Glenn, der noch relativ am Anfang seiner Karriere stand, für die Filmmusik Philippe Sarde, der Tavernier insbesondere in der einkommenslosen Entwicklungsphase des Films unterstützt hatte.

## Kritiken
Der Filmdienst feierte Taverniers Film in seiner zeitgenössischen Kritik als eine „Simenon-Verfilmung, die ganz auf Kritik an den Verhältnissen in Frankreich hin angelegt ist“. Zwar bleibe Der Uhrmacher von St. Paul „dialogbetont“ und die „politische Argumentation eher theoretisch“, doch der Film sei „sorgfältig inszeniert und gespielt“.

## Auszeichnungen
Der Film erhielt 1974 einen Silbernen Bären, den Louis-Delluc-Preis und den Étoile de Cristal für Philippe Noiret.